# Hardin Fretum
L'Hardin Fretum è una struttura geologica della superficie di Titano.